# Funambulus pennantii

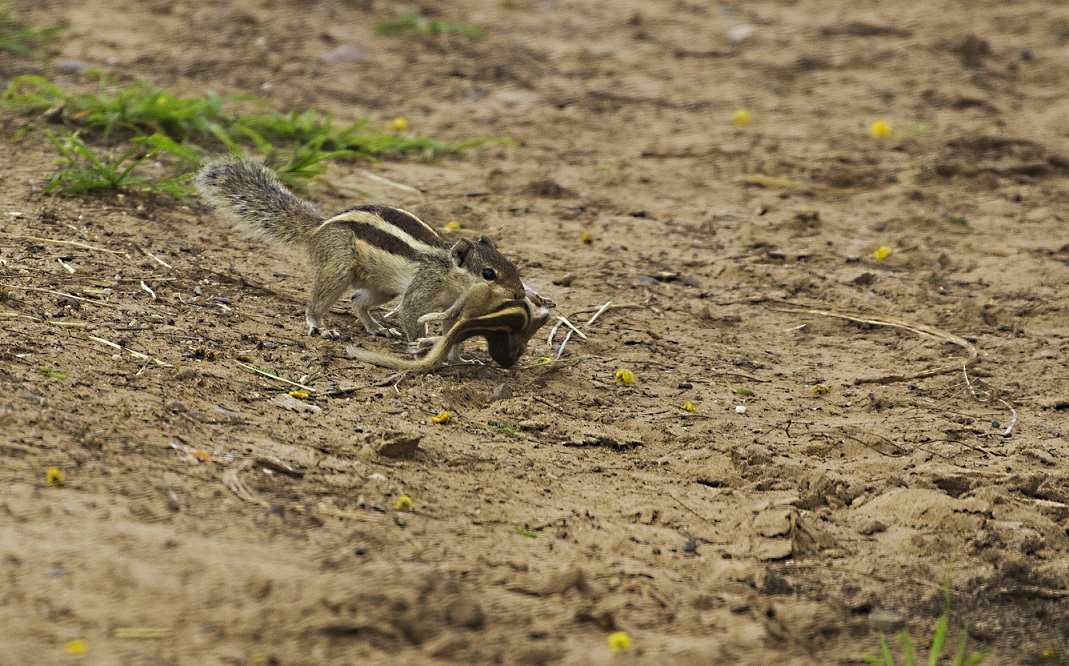
Una ardilla de palma de cinco rayas se niega a dejar a su bebé muerto. Se lo llevó a la boca cerca del pueblo de Deva en Anand, Gujarat

La ardilla de la palma del norte o ardilla de la palma de cinco rayas (Funambulus pennantii) es una especie de roedor esciuromorfo de la familia Sciuridae. Algunas autoridades reconocen dos subespecies, F. p. pennantii y F. p. argentescens. Es una especie semi-arbórea que se encuentra en bosques caducifolios secos tropicales y subtropicales y en muchos otros hábitats rurales y urbanos.

## Distribución
Se encuentra en las islas Andamán, las islas Nicobar (donde fue introducida), India, Nepal, Bangladés, Pakistán e Irán. En India, es bastante común en las zonas urbanas, incluso en grandes ciudades como Delhi y Calcuta. Wroughton sugirió dos subespecies, Funambulus pennantii argentescens y Funambulus pennantii lutescens, además de la raza nominada; sin embargo, los trabajadores más recientes no hacen esta distinción. 
Thorington y Hoffman en Wilson y Reeder (2005) enumeraron solo dos subespecies: F. p. pennantii y F. p. argentescens. Sin embargo, Ghose et al. (2004) describieron dos subespecies adicionales: F. p. chhattisgarhi (distribución: parte oriental de Maharashtra, Madhya Pradesh, Orissa, Bengala Occidental y Bihar) y F. p. gangutrianus (distribución: Bengala Occidental, Madhya Pradesh, Uttar Pradesh y Nepal), pero Talmale (2007) trató a las poblaciones de Maharashtra como F. p. pennantii solo debido a la superposición en las mediciones y las variaciones de color observadas en las muestras.
También se ha introducido en Australia, donde se encuentra en Perth, Australia Occidental, estableciéndose a partir de escapadas de zoológico, y una población registrada alrededor de Mosman Nueva Gales del Sur y cerca del zoológico de Taronga que puede haberse extinguido. La población salvaje, conocida localmente como la ardilla de la palma de cinco rayas, se extiende hasta los suburbios que rodean el zoológico de Perth y también habita en los terrenos. Dan a luz durante un período de agosto a mayo y más intensamente alrededor de la primavera y el otoño australes.
En India, el límite sur del rango de la especie no está claramente identificado, y los registros recientes sugieren que puede extenderse hasta Madanapalli. El límite sur en el lado occidental de Ghats se extiende claramente a localidades como Dharwar y Mysore, en Karnataka.

## Hábitat
La ardilla de la palma del norte es una especie muy adaptable. Ocurre en bosques caducifolios secos tropicales y subtropicales, bosques montanos a altitudes de 4000 m (13 123 pies), matorrales, plantaciones, praderas, tierras de cultivo, jardines rurales y zonas urbanas.

## Estado de conservación
La ardilla de la palma del norte es una especie común en la mayor parte de su amplia gama. Es una especie adaptable y no se han identificado amenazas particulares, y la Unión Internacional para la Conservación de la Naturaleza ha calificado su estado de conservación como «preocupación menor».